# Марк Лициний Красс Фруги (консул 64 года)
Марк Лициний Красс Фруги (лат. Marcus Licinius Crassus Frugi) — римский политический деятель и сенатор второй половины I века.
Его отцом был консул 27 года Марк Лициний Красс Фруги, а матерью Скрибония, дочь консула 16 года Луция Скрибония Либона и внучки Гнея Помпея Великого Помпеи Магны.
В 47 году Фруги лишился своих родителей, казнённых по приказу императора Клавдия. По всей видимости, в молодости он проходил обучение в Афинах. В 64 году Фруги был назначен консулом вместе с Гаем Леканием Бассом. Известно, что он обладал значительным богатством. Супругой Красса была Сульпиция Претекстата, в браке с которой были три сына и дочь. Фруги был казнен императором Нероном по доносу Аквилия Регула, возможно, около 67 года.